# Duane Jones (giocatore di snooker)
Duane Jones (Mountain Ash, 30 aprile 1993) è un giocatore di snooker gallese.

## Carriera

### 2010-2015
Duane Jones esordisce nel Main Tour nel quarto evento del Players Tour Championship 2010-2011, in cui viene battuto da Jimmy White, per 4-1. Nell'annata seguente, il gallese riesce, in quattro occasioni, a superare il primo turno sempre nella medesima competizione, fermandosi poi sempre al secondo. Nel 2013 vince il campionato del mondo di Six-Red dilettanti, battendo Michael Judge in finale. Nel 2014 viene, invece, invitato alle qualificazioni per il China Open, dove egli batte per 5-2 Joe Perry, venendo in seguito eliminato ai sessantaquattresimi, da Yu Delu.

### 2015-
Il gallese raggiunge lo status di professionista all'inizio della stagione 2015-2016, dopo aver vinto il secondo evento della Q School.

#### Stagione 2016-2017
Nella prima annata, Jones non ottiene buoni risultati, ma riesce a rifarsi nel 2016-2017: si qualifica per l'Indian Open superando Yu Delu, eliminando anche Liam Highfield nel primo turno, venendo sconfitto da Peter Ebdon. Conquista lo stesso piazzamento anche all'English Open, al Northern Ireland Open, allo Scottish Open e al Gibraltar Open.

#### Stagione 2017-2018
Jones rimane nel tour grazie al trionfo nel secondo evento della Q School, che gli assicurano altre due stagioni da professionista. Per il secondo anno consecutivo, il gallese si qualifica per l'Indian Open e per il World Open, uscendo, tuttavia, al primo turno in entrambe le occasioni. Verso il termine della stagione, Jones prende parte alle qualificazioni per il China Open, in cui supera, per la seconda volta in tre match disputati, Yu Delu, per 6-5. Ai trentaduesimi, il gallese elimina uno dei padroni di casa, ovvero Liang Wenbó, con lo stesso punteggio. Conclude l'annata positiva al 79º posto nel Ranking.

#### Stagione 2018-2019
Dopo un inizio di annata non proprio felicissimo, il gallese raggiunge, a sorpresa, le semifinali al German Masters: batte Jack Lisowski ai sedicesimi (5-2), Yuan Sijun e Ding Junhui agli ottavi e ai quarti (5-3), prima di essere nettamente sconfitto da David Gilbert, per 6-1. Jones si rende protagonista anche al suo torneo di casa, il Welsh Open, eliminando il futuro campione del mondo Judd Trump, al secondo turno.

#### Stagione 2019-2020
Nel 2019-2020, porta a casa solo due incontri: il turno di qualificazione per l'International Championship e i sessantaquattresimi del Gibraltar Open (ricevendo un walkover da Stephen Maguire).

## Ranking
| Stagione  | Ranking iniziale | Ranking finale |
| --------- | ---------------- | -------------- |
| 2015-2016 | Non classificato | 119            |
| 2016-2017 | 90               | 98             |
| 2017-2018 | Non classificato | 102            |
| 2018-2019 | 79               | 76             |
| 2019-2020 | Non classificato |                |